# Alexandre Rignault
Alexandre Rignault, né le 14 février 1901 dans le 5e arrondissement de Paris et mort le 31 mars 1985 à Saint-Mandé (Val-de-Marne), est un acteur français.

## Biographie
Il naît le 14 février 1901 à Paris 5e, au domicile de ses parents, rue Guy-de-La-Brosse. Son père est mécanicien, sa mère femme au foyer. Au milieu des années 1920, après avoir pratiqué divers métiers, il rêve de devenir comédien. Attiré par le théâtre, il écrit à Louis Jouvet pour lui proposer ses services. La chance lui sourit : Jouvet le reçoit et l’engage pour jouer les utilités dans sa troupe. Pendant une quinzaine d’années, le jeune comédien est distribué dans des œuvres signées Nicolas Gogol, Marcel Achard ou encore Jules Romains, et participe à la création de trois pièces de Jean Giraudoux : Amphitryon 38 (1929), Intermezzo  (1933), à la Comédie des Champs-Élysées, et Ondine (1939) au Théâtre de l’Athénée. Après la Seconde Guerre mondiale, on le voit encore dans plusieurs pièces, de Paul Claudel entre autres, présentées au théâtre du Vieux-Colombier.

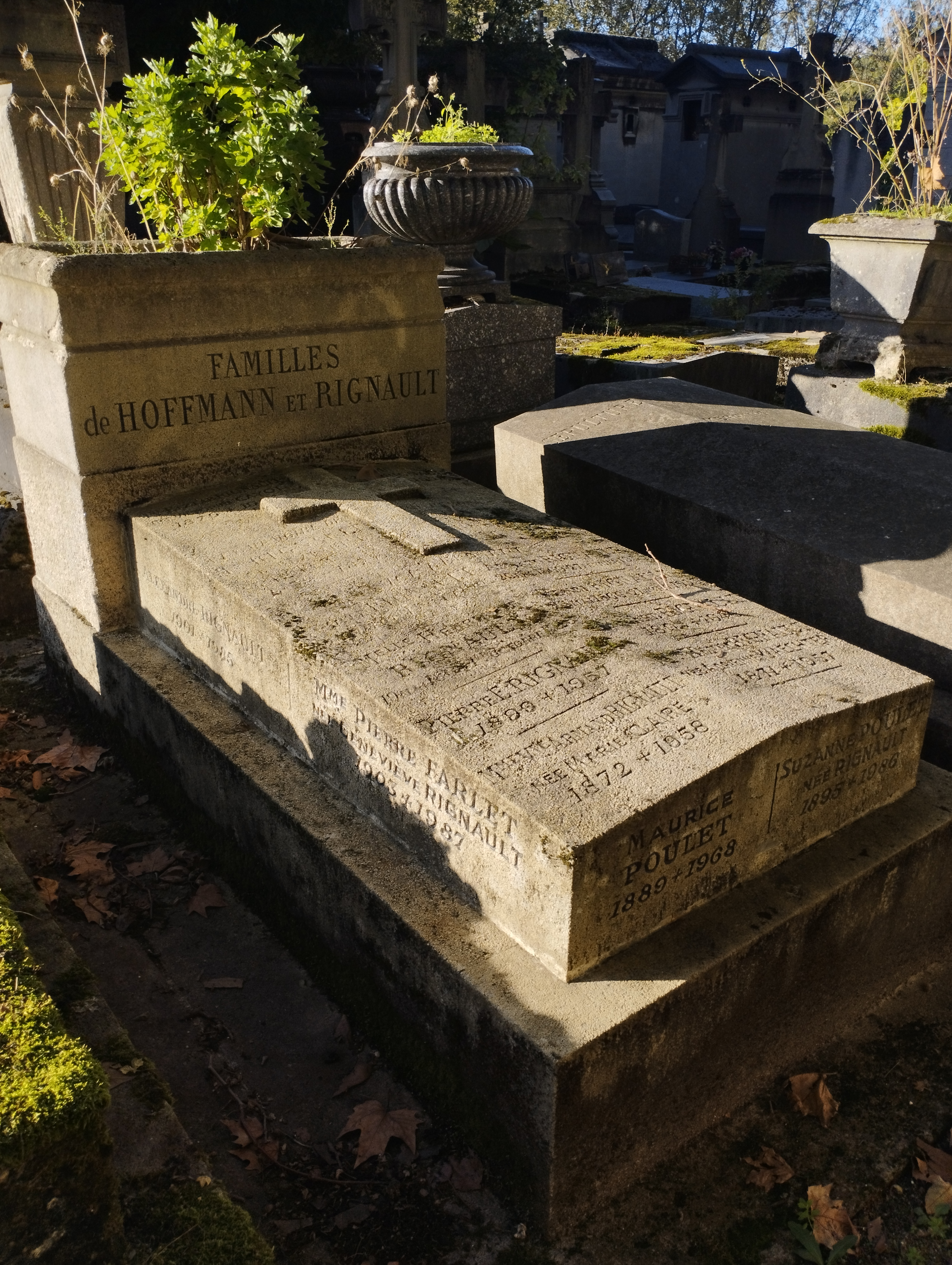
Tombe d'Alexandre Rignault au cimetière du Montparnasse (division 25).

Pour ses débuts au cinéma, en 1931, il interprète le critique d’art Langelard dans La Chienne de Jean Renoir, un drame social et réaliste avec Janie Marèse et Michel Simon. La longue filmographie d'Alexandre Rignault suit toute l’histoire du cinéma français du début du parlant jusqu'au milieu des années 1980. Rignault, s'il n'a jamais eu de rôles de premier plan, interprète avec bonheur à l’écran toutes sortes de métiers : contremaître, aubergiste, facteur, gendarme, docteur, garde-chasse, curé, notaire, métayer, bonimenteur, paysan, etc.
Il se fait connaître du grand public en 1937, en interprétant le roi Henry VIII dans François Ier de Christian-Jaque, avec Fernandel en vedette.
Dès la fin des années 1950, Alexandre Rignault fait de fréquentes apparitions à la télévision. Il interprète, entre autres, le comte Robert de Clermont dans Les Rois maudits (1972) de Claude Barma et le patriarche Gregor Kovalic dans la saga Châteauvallon (1985), rôle qui clôt sa prolifique carrière.
Il est inhumé au cimetière du Montparnasse (25e division, grand cimetière, 15 ouest, 6 nord).

## Théâtre
- 1926 : Le Carrosse du Saint-Sacrement de Prosper Mérimée, mise en scène Louis Jouvet, Comédie des Champs-Élysées
- 1927 : Le Revizor de Nicolas Gogol, mise en scène Louis Jouvet, Comédie des Champs-Élysées
- 1929 : Suzanne de Steve Passeur, mise en scène Louis Jouvet, Comédie des Champs-Élysées
- 1929 : Amphitryon 38 de Jean Giraudoux, mise en scène Louis Jouvet, Comédie des Champs-Élysées
- 1932 : La Margrave d'Alfred Savoir, mise en scène Louis Jouvet, Comédie des Champs-Élysées
- 1933 : Intermezzo de Jean Giraudoux, mise en scène Louis Jouvet, Comédie des Champs-Élysées
- 1933 : Monsieur Le Trouhadec saisi par la débauche de Jules Romains, mise en scène Louis Jouvet, Comédie des Champs-Élysées
- 1933 : Pétrus de Marcel Achard, mise en scène Louis Jouvet, Comédie des Champs-Élysées
- 1935 : Knock ou le Triomphe de la médecine de Jules Romains, mise en scène Louis Jouvet, Comédie des Champs-Élysées
- 1938 : Le Corsaire de Marcel Achard, mise en scène Louis Jouvet, théâtre de l'Athénée
- 1939 : Ondine de Jean Giraudoux, mise en scène Louis Jouvet, théâtre de l'Athénée
- 1943 : Le Grand Poucet de Claude-André Puget, mise en scène Gaston Baty, théâtre Montparnasse
- 1945 : Lorenzaccio d'Alfred de Musset, mise en scène Gaston Baty, théâtre Montparnasse
- 1947 : La Femme de ta jeunesse de Jacques Deval, mise en scène de l'auteur, théâtre Antoine
- 1949 : La Corde au cou de Jean Guitton, mise en scène A. M. Julien, théâtre Sarah Bernhardt
- 1958 : Don Juan d'Henry de Montherlant, mise en scène Georges Vitaly, théâtre de l'Athénée
- 1962 : L'Otage de Paul Claudel, mise en scène Bernard Jenny, théâtre du Vieux-Colombier
- 1962 : Le Pain dur de Paul Claudel, mise en scène Bernard Jenny, théâtre du Vieux-Colombier
- 1962 : Le Père humilié de Paul Claudel, mise en scène Bernard Jenny, théâtre du Vieux-Colombier
- 1963 : L'Otage de Paul Claudel, mise en scène Bernard Jenny, théâtre des Célestins
- 1965 : Les Ennemis de Maxime Gorki, mise en scène Pierre Debauche, Festival de Nanterre
- 1969 : Tartuffe de Molière, mise en scène Bernard Jenny, théâtre du Vieux-Colombier
- 1969 : Ce fou de Platonov d'Anton Tchekhov, mise en scène Bernard Jenny, théâtre du Vieux-Colombier
- 1969 : Les Bacchantes d'Euripide, mise en scène Jean-Louis Thamin, théâtre de l'Ouest parisien, Festival d'Avignon
- 1970 : La neige était sale de Georges Simenon, mise en scène Robert Hossein d'après celle de Raymond Rouleau, théâtre des Célestins, tournée Herbert-Karsenty

## Filmographie

### Cinéma
- 1931 : La Chienne de Jean Renoir : Langelard, critique d'art
- 1933 : Knock ou le Triomphe de la médecine de Roger Goupillières : le premier gars
  - La Mille et Deuxième Nuit d'Alexandre Volkoff
  - L'Assommoir de Gaston Roudès : Gouget
  - L'Ordonnance de Victor Tourjansky : Philippe
  - La Tête d'un homme de Julien Duvivier : Joseph Heurtin
- 1934 : Fanatisme de Gaston Ravel et Tony Lekain
- 1934 : La Maison dans la dune de Pierre Billon
  - Nuit de mai de Gustav Ucicky et Henri Chomette : Gaysberger
  - Liliom de Fritz Lang : Hollinger
  - L'Aventurier  de Marcel L'Herbier : Karl Nemo, l'acquéreur
  - Maria Chapdelaine de Julien Duvivier : Eutrope Gagnon
- 1935 : Les Beaux Jours de Marc Allégret
  - Justin de Marseille de Maurice Tourneur : Esposito
  - Crime et Châtiment de Pierre Chenal : Razoumikhine
  - L'Équipage d'Anatole Litvak : l'amant de la patronne
  - Conscience de Robert Boudrioz (court métrage)
- 1936 : Puits en flammes de Victor Tourjansky
  - Les Réprouvés de Jacques Séverac : Faggianelli
  - La Symphonie des brigands (The Robber Symphony) de Friedrich Fehér : l'aubergiste / le diable noir (également dans la version anglaise du film)
  - La Terre qui meurt, de Jean Vallée : Mathurin
- 1937 : La Femme du bout du monde de Jean Epstein
  - Les Filles du Rhône de Jean-Paul Paulin
  - La Tour de Nesle de Gaston Roudès : Landry
  - Fort Dolorès de René Le Hénaff
  - Courrier sud de Pierre Billon : Hubert
  - François Ier de Christian-Jaque : Henri VIII
  - La Citadelle du silence de Marcel L'Herbier : le gardien
  - Le Puritain de Jeff Musso : le docteur O'Leary
- 1938 : Farinet ou l'or dans la montagne de Max Haufler : Baptiste Rey
  - La Tragédie impériale de Marcel L'Herbier : Bloch (autres titres : Le Diable de Sibérie, La Fin des Romanoff, Raspoutine)
  - Café de Paris d'Yves Mirande : Révillac
- 1939 : La Tradition de minuit de Roger Richebé : Hortilopitz
  - La Charrette fantôme de Julien Duvivier : le géant
- 1940 : Sérénade de Jean Boyer : Le gendarme
  - Les Musiciens du ciel de Georges Lacombe : Le grand Georges
  - L'École des femmes de Max Ophüls  : Oronte - film interrompu
  - Campement 13 de Jacques Constant : Pascal
- 1941 : Volpone de Maurice Tourneur : Le capitaine Leone Corbaccio
- 1942 : Le Bienfaiteur de Henri Decoin : Le patron
  - Pontcarral, colonel d'Empire de Jean Delannoy : le facteur
- 1943 : Le Comte de Monte Cristo  de Robert Vernay : Caderousse
  - Le Voyageur de la Toussaint de Louis Daquin : Rinquet
  - Madame et le Mort de Louis Daquin : Avril
  - Malaria de Jean Gourguet : Le père Dalmar
  - Le Soleil de minuit de Bernard Roland : Tchérensky
  - Le Secret de Madame Clapain d'André Berthomieu : Le garde-chasse
  - Adémaï bandit d'honneur de Gilles Grangier : Freddo
  - Les Mystères de Paris de Jacques de Baroncelli : Le maître d'école
  - Tornavara de Jean Dréville : La pasteur
  - L'Éternel Retour de Jean Delannoy : Morholt
  - L'Homme de Londres de Henri Decoin : Keridan
- 1944 : Coup de tête de René Le Hénaff : L'aide-soigneur
- 1945 : Dernier Métro de Maurice de Canonge
  - Le Mystère Saint-Val de René Le Hénaff : Antoine
- 1946 : Raboliot de Jacques Daroy : Firmin Tournafier
  - Christine se marie de René Le Hénaff : Armand, l'éleveur de renards
  - Le Capitan de Robert Vernay : Rinaldo
  - Monsieur Grégoire s'évade  de Jacques Daniel-Norman : Paulo, le lutteur
- 1947 : Nuit sans fin de Jacques Séverac : Joseph
  - Torrents de Serge de Poligny : Ben Napoléon
  - Fantômas de Jean Sacha : Juve
- 1948 : Fort de la solitude de Robert Vernay : Péhu
  - Ruy Blas de Pierre Billon : Goulatromba
  - Émile l'Africain de Robert Vernay : Stany
  - Les souvenirs ne sont pas à vendre de Robert Hennion : Sancelmoz
- 1949 : Le Furet de Raymond Leboursier
  - Les Dieux du dimanche de René Lucot : Léon Thévenin
  - Fantômas contre Fantômas de Robert Vernay : Juve
  - Le Sorcier du ciel de Marcel Blistène : Ruffin
  - Le Martyr de Bougival de Jean Loubignac : L'inspecteur Foucher
- 1950 : Zone frontière  de Jean Gourguet : Verkouter
  - L'Homme de la Jamaïque de Maurice de Canonge : Rapal
  - Les Joueurs de Claude Barma
- 1951 : Andalousie de Robert Vernay : Pancho
  - Bibi Fricotin de Marcel Blistène : Tartazan
  - Le Plus Joli Péché du monde de Gilles Grangier : Grasdu
- 1952 : Jocelyn de Jacques de Casembroot : Le berger
  - Duel à Dakar de Claude Orval et Georges Combret : Martinzal
  - Le Costaud des Batignolles de Guy Lacourt : Le costaud
  - Nous sommes tous des assassins de André Cayatte : Le gendarme
  - Dans la vie tout s'arrange de Marcel Cravenne : Rondeau - Ainsi que la version anglaise Pardon My French de Bernard Vorhaus
  - Piédalu fait des miracles de Jean Loubignac
  - Brelan d'as (segment Les témoignages d'un enfant de chœur) de Henri Verneuil
  - La Fête à Henriette de Julien Duvivier : Le père
- 1953 : Un caprice de Caroline chérie de Jean-Devaivre : Le violeur
  - Le Retour de don Camillo de Julien Duvivier : Franceso Gallini dit Nero
- 1954 : Piédalu député de Jean Loubignac : Le curé
  - Leguignon guérisseur de Maurice Labro : Le chef du personnel
  - Le Rouge et le Noir de Claude Autant-Lara : Le père Sorel
- 1956 : Les Aventures de Gil Blas de Santillane de René Jolivet
  - Les Aventures de Till l'espiègle de Gérard Philipe et Joris Ivens : Un paysan
  - Les carottes sont cuites de Robert Vernay : M. Noblet, le bistrot
- 1957 : Les Sorcières de Salem de Raymond Rouleau : Willard
  - La Route joyeuse (The Happy Road)  de Gene Kelly : Le bûcheron
  - Bonjour jeunesse de Maurice Cam: Le cousin
  - Pot-Bouille de Julien Duvivier : Gourd
- 1958 : Madame et son auto de Robert Vernay : Goujut
  - Clara et les Méchants ou Bourreaux d'enfants de Raoul André
- 1959 : Quai des illusions de Émile Couzinet
  - Le Bossu d'André Hunebelle : L'aubergiste
- 1960 : Drôles de phénomènes de Robert Vernay : L'abbé Panegras
  - Marie des Isles de Georges Combret
  - Les Yeux sans visage de Georges Franju : Inspecteur Parot
  - Le Baron de l'écluse de Jean Delannoy : L'éclusier
  - Les Vieux de la vieille de Gilles Grangier : Un fermier
  - Boulevard de Julien Duvivier : L'entraîneur de boxe
- 1961 : Don Camillo Monseigneur  de Carmine Gallone : Bagot
- 1962 : Le Roi des montagnes ou Voleur de femmes de Willy Rozier
  - Carillons sans joie de Charles Brabant
  - Le Scorpion de Serge Hanin : Le commissaire Ulrich
  - Le Gentleman d'Epsom de Gilles Grangier : Charlot
- 1964 : Angélique Marquise des Anges de Bernard Borderie : Guillaume Lützen
  - Le Jour d'après  de Robert Parrish
- 1966 : Pas de panique de Sergio Gobbi
  - La Sentinelle endormie de Jean Dréville : Sylvain
  - La Nuit des adieux de Jean Dréville
- 1971 : Aussi loin que l'amour de Frédéric Rossif
- 1972 : Pas folle la guêpe de Jean Delannoy
  - Lâchez les chiennes de Bernard Launois
- 1974 : Les Guichets du Louvre de Michel Mitrani : Le voisin
- 1975 : Les Bijoux de famille de Jean-Claude Laureux : Edmond, le grand-père
  - Il faut vivre dangereusement de Claude Makovski
  - Numéro deux de Jean-Luc Godard et Anne-Marie Miéville : Grand-père
- 1976 : À l'ombre d'un été de Jean-Louis van Belle
- 1977 : Le Diable dans la boîte de Pierre Lary : Le président Lelong
- 1978 : Le Paradis des riches de Paul Barge : Victor
- 1979 : Un balcon en forêt de Michel Mitrani
  - Les Fabuleuses Aventures du légendaire baron de Munchausen, dessin animé de Jean Image (voix)
- 1980 : Mon oncle d'Amérique de Alain Resnais : Le grand-père de Jean
  - T'inquiète pas, ça se soigne de Eddy Matalon : Corbucci
- 1982 : Y a-t-il un Français dans la salle ? de Jean-Pierre Mocky : Oncle Eusèbe
  - L'Indiscrétion de Pierre Lary : M.. Nucera
- 1983 : L'Ami de Vincent de Pierre Granier-Deferre : Raoul
- 1984 : Partenaires de Claude d'Anna : Raymond Malleret

### Télévision
- 1961 : La Déesse d'or de Robert Guez : le chef
- 1962 : L'inspecteur Leclerc enquête, épisode : Un mort sans portefeuille de Yannick Andreï : Adrien
- 1963 : La Route de Pierre Cardinal : Corneille
- 1965 : Mon royaume pour un lapin (téléfilm) : le colonel
- 1966 : Illusions perdues de Maurice Cazeneuve, d'après Honoré de Balzac
- 1967 : Jean de la Tour Miracle de Jean-Paul Carrère : Castillac
- 1967 : L'Homme aux cheveux gris de Max Leclerc
- 1968 :  Les Contes du chat perché : le chien (voix)
  - Les Enfants du faubourg (Les Cinq Dernières Minutes, no 45) de Claude Loursais : Natole
- 1969 : D'Iberville, épisode Une paix honteuse : Jacques Le Ber
  - Café du square
- 1970 : La Fenêtre (téléfilm) : le commissaire
- 1971 : Quentin Durward de Gilles Grangier
  - La Maison des bois de Maurice Pialat : Birot, le maire
  - Le Prussien de Jean L'Hôte (téléfilm) : le notaire
  - Les Dossiers du professeur Morgan, épisode : Le colonel est mort cette nuit
- 1972 : Les Évasions célèbres, épisode L'étrange trépas de Monsieur de la Pivardière : L'aubergiste
  - Une brune aux yeux bleus (téléfilm) : Ezéchias
  - La Mare au diable de Pierre Cardinal (téléfilm) : le métayer
  - Figaro-ci, Figaro-là (téléfilm) : Caron, le père de Beaumarchais
  - Lui (téléfilm) : le commandant
  - Les Boussardel de René Lucot : Alexandre
  - Les Rois maudits de Claude Barma : Robert de Clermont
  - L'Œuf de Jean Herman d'après Félicien Marceau  (téléfilm) : oncle Émile
- 1973 : La Porteuse de pain de Marcel Camus : le bonimenteur
  - Pierre et Jean de Michel Favart (téléfilm) : Beausire
  - Un tyran sous la pluie  : Edgar
  - Là-haut, les quatre saisons
  - Molière pour rire et pour pleurer de Marcel Camus : Dufresne
  - Les Trois Morts d'Émile Gauthier (téléfilm) : le curé
  - Lucien Leuwen de Claude Autant-Lara : le lieutenant-colonel Filloteau
- 1974 : Sultan à vendre (téléfilm) : le marchand
  - Le Fol Amour de Monsieur de Mirabeau : Allègre
  - Étranger d'où viens-tu ? : le vieil Amestoy
  - Chéri-Bibi de Jean Pignol
- 1975 : Salavin d'André Michel (téléfilm) : Sureau
  - Le Cardinal de Retz (téléfilm) : le conseiller Broussel
  - Les Prétendants de Madame Berrou (téléfilm) : le grand-père paternel
  - La Preuve par treize : Vessilier
  - La Dame de l'aube (téléfilm) : le grand-père
- 1977 : La Lune papa : Ernest
  - La Famille Cigale : le producteur
- 1978 : Le Temps des as de Claude Boissol : Jérôme
  - Un professeur d'américain de Patrick Jeudy : le vieil homme (film cinéma diffusé à la télévision)
- 1979 : Les Grandes Conjurations : Le coup d'État du 2 décembre (téléfilm) : Bicherel
  - La Ville des silences de Jean Marbœuf : le P-DG de la société
- 1980 : Aéroport : Charter 2020 (téléfilm) : Jacques
  - La Gardienne (téléfilm) : Martial M.
  - La Grêle (téléfilm) : Manella
  - Les Amours des années folles, épisode Les solitaires de Myols : Mathieu
  - La Peau de chagrin, téléfilm de Michel Favart d'après Honoré de Balzac : Jonathas
- 1982 : Le Canard sauvage (téléfilm) : M. Werle, propriétaire d'usines
- 1983 : Les Amours romantiques, épisode La croix de Berny
  - Père Noël et fils (téléfilm)
- 1984 : Jacques le fataliste et son maître de Claude Santelli (téléfilm)
- 1985 : Châteauvallon de Paul Planchon, Serge Friedman, Emmanuel Fonlladosa : Grégor Kovalic
  - Mon meilleur Noël, épisode L'oiseau bleu : Le temps